# Lipotriches analis
Lipotriches analis là một loài Hymenoptera trong họ Halictidae. Loài này được Benoist mô tả khoa học năm 1964.